# Грицей Оксана Йосипівна
Оксана Йосипівна Грицей (11 травня 1915, хут. Одиниця, тепер с. Оболоння, передмістя м. Долини, Івано-Франківська область — 14 серпня 1988) — українська художниця, майстер художнього різьблення і випалювання по дереву, відома своїми портретами видатних діячів України; член спілки художників України заслужений майстер народної творчості України (1981). Почесний громадянин Долини.

## Життєпис
Народилась 11 травня 1915 року в місті Долині, у родині судового упорядника Йосипа Винника.
Навчалась у Долинській початковій школі, а пізніше у гімназії. В цей час малювала портрети вчителів, товаришів. Після гімназії закінчила різні медсестринські курси.
На початку 1930-х стала членкинею ОУН, в зв'язку з чим попала під польські репресії 1930-х років. 1937 рік провела в Золочівській тюрмі.
Від 1938 року жила у Львові, де склала вступні іспити в «Інститут штук пластичних». Відомо, що роботи Оксани Винник були представлені митрополиту Андрею Шептицькому, котрий високо оцінив талант молодої дівчини і запропонував стипендію для продовження освіти. Проте Друга світова війна завадила здійсненню цих планів.
З початком радянської окупації Галичини, переїхала до Кракова. Тут вона познайомилась із українським скульптором, художником Михайлом Черешньовським. За вказівкою Проводу ОУН Оксана і Михайло переїхали до Болехова займатися підпільною діяльністю. Під вивіскою «мистецької майстерні» різьблення по дереву вони створили культурно-просвітницький осередок для молоді.
Взяла шлюб у Болехівській церкві 28 березня 1942 року. У тяжкі воєнні роки німецької окупації вони поєднували творчу роботу, господарські обов'язки, активну підпільну діяльність. Оксана і Михайло з цілої околиці вчили дітей ремеслу столярства, різьби по дереву, малювання. У 1942 році в подружжя Оксани і Михайла народився син Святослав, який у 1943 помер, а у 1944 році — дочка Звенислава. Восени того ж року Михайла мобілізували до війська, і він не повернувся.
У 1948 році вийшла заміх за залізничника Юліана Грицея, а у 1949 році народила сина Степана, який став згодом також художником.
Мисткиня однією з перших у Галичині використала нову універсальна техніку випалювання — електрописаком на дереві. Поряд з випалюванням майстриня використовувала різьбу по дереву, інкрустацію бісером. У 1951 році у Львові на виставці було виставлено 2 дерев'яні шкатулки, оформлені технікою випалювання, авторства Оксани Грицей, а в наступному (1952) — на виставці експонувалась серія випалених майстринею портретів, зокрема Тараса Шевченка, Лесі Українки, Івана Франка, Богдана Хмельницького та інших видатних людей України. З Львівських всі експонати потрапили на республіканську виставку в Києві, відтак ім'я долинської мисткині стало відомим відразу на всю країну.
У 1953 році поступила в «Станіславське кооперативне товариство художників». Відтоді щороку свої роботи майстриня експонувала на обласних, республіканських виставках, почала отримувати перші солідні замовлення. Так, у тому ж (1953) році для музею ім. Пушкіна та ім. Чайковського в селі Кам'янці Кіровоградської області виконала портрети Олександра Пушкіна і Петра Чайковського. Через рік — портрети Богдана Хмельницького та Івана Богуна для Станіславського краєзнавчого музею.
На виставці в Москві в 1954 році експонували роботу Оксани Грицей — портрет Лесі Українки. Тоді ж для Львівського музею Івана Франка вона виготовила три його портрети у різному віці.
У 1960—1980-х роках серед найкращих робіт Оксани Грицей — шкатулка з портретом Тараса Шевченка, яка зберігається в Центральному Будинку Народної творчості в Києві; портрет Лесі Українки в Луцькому музеї поетеси, портрет Марка Черемшини — для літературно-меморіального музею в Снятині; комплекти шахів зі столиками і стільцями в гуцульському стилі; тарелі з портретами Лесі Українки, Василя Стефаника, Василя Касіяна (всі — 1971), Івана Франка (1973), Тараса Шевченка (1971), Ольги Кобилянської (1985); альбом «Маруся Чурай» (1985) і багато інших.
У 1970 році стала членом Спілки художників України, а в грудні 1980 року отримала почесне звання «Заслуженого майстра народної творчості України».
Роботи Оксани Грицей зберігаються в провідних музеях України, в приватних збірках шанувальників мистецтва Куби, Канади, США, Польщі, Індії, Німеччини та інших країн.
Померла 13 серпня 1988 року.